# Interleukine 9
L'interleukine 9 est une chimiokine de type interleukine. Son gène est IL9 situé sur le chromosome 5 humain.
Elle est sécrétée essentiellement par certains lymphocytes T helper appelés, pour cette raison, lymphocytes Th9 ainsi que par les Th2, les Th17 et le lymphocytes T régulateurs.

## Rôles
Elle agit par l'intermédiaire de sa fixation sur un récepteur spécifique, l'IL9R.
Elle joue un rôle dans l'inflammation par l'intermédiaire des lymphocytes Th17. Elle augmente l'expression des interleukines 4, 5 et 13 entraînant une exacerbation de l'asthme sur un modèle animal de cette maladie.
Son taux est augmenté en cas de syndrome coronarien aigu ainsi que chez les patients porteurs d'un athérome carotidien avec un rôle probablement aggravant sur l'athérome. 
Son expression est augmentée par le facteur de transcription PU1.
Les cellules Th9 ont par ailleurs un rôle d'immunité anti-tumorale en stimulant les lymphocytes CD8, bien que l'interleukine 9 ait un rôle probable dans la tumorigénèse.
Cette interleukine participe à la résistance à certains parasites.